# Kristian House
Pour les articles homonymes, voir House.
Kristian House (né le 6 octobre 1979 à Bournemouth) est un coureur cycliste anglais, professionnel entre 2006 et 2017. Il a remporté le classement individuel du Premier Calendar Road Series en 2006 et le championnat de Grande-Bretagne sur route en 2009.

## Biographie

### Débuts cyclistes et carrière chez les amateurs
En 2001, Kristian House participe aux championnats du monde à Lisbonne au Portugal. Il y prend la 82e place de la course en ligne des moins de 23 ans.
En 2003, Il gagne la septième étape du Herald Sun Tour une course cycliste sur route par étapes australienne, disputée dans l'État de Victoria, autour de Melbourne. La même année, ses performances lui permettent de signer un contrat de stagiaire professionnel avec l'équipe italienne Colombia-Selle Italia.  
Il rejoint l'année suivante l'équipe amateur britannique Recycling.co.uk. Au sein de cette formation, il s'illustre sur des courses anglaises disputées sur la route et sur la piste. Il obtient notamment une médaille de bronze  lors de son championnat national de poursuite à Manchester. Par ailleurs, il se classe également troisième d'une étape de la Bay Cycling Classic en Australie. En 2005 il termine deuxième de l'Omloop van de Grensstreek en Belgique.

### Carrière professionnelle
En 2006 la formation Recycling.co.uk devient une équipe continentale et  Kristian House accède donc au monde des cyclistes professionnels. Cette année-là, il remporte le classement individuel des Premier Calendar Road Series, le calendrier de courses britannique. Il gagne également la FBD Insurance Rás en Irlande et le Tour de Tasmanie. 
Pour assouvir sa passion, le coureur britannique s'exile aux États-Unis en 2007 et signe un contrat en faveur de l'équipe continentale professionnelle américaine Navigators Insurance. Sous ses nouvelles couleurs, il monte sur la seconde du podium du Tour de White Rock,  une course cycliste canadienne par étapes autour de la cité de White Rock en Colombie-Britannique. 
En 2008, il rejoint son ancienne équipe, Recycling.co.uk, rebaptisée Rapha Condor à la suite d'un changement de sponsor principal et reste fidèle à cette formation jusqu'à la fin de l'année 2015. C'est avec cette équipe qu'il obtient sa plus belle victoire lorsqu'il  devient champion de Grande-Bretagne sur route en 2009. Au cours de cette période, Kristian House gagne également plusieurs courses du calendrier britannique et s'impose également sur d'autres continents à l'occasion. Il remporte ainsi des étapes du Tour du Japon et de La Primavera at Lago Vista en 2010, le Tour d'Afrique du Sud  en 2011 ou encore le prologue du Mzansi Tour (contre-la-montre par équipes) en 2014.
En 2016, il signe un contrat avec l'équipe continentale professionnelle ONE portée sur les fonts baptismaux par l'ancien joueur de cricket professionnel Matt Prior et l'homme d'affaires Simon Chappell l'année précédente. Pour ses premiers pas sous ses nouvelles couleurs, il s'adjuge la troisième étape de la New Zealand Cycle Classic et la septième du Tour de Corée au premier semestre. L'année suivante, il remporte le contre-la-montre par équipes du Ronde van Midden-Nederland. Il met un terme à sa carrière de coureur à l'issue de cette saison 2017.

### Reconversion professionnelle
En 2018, il devient directeur sportif de l'équipe continentale JLT Condor qui disparait à la fin de la saison cycliste.

## Palmarès
| - 1997 - 2e du Tour du Pays de Galles juniors - 2002 - Surrey League Five Day : - Classement général - 2e étape - 2003 - 7e étape du Herald Sun Tour - 2005 - 2e de l'Omloop van de Grensstreek - 2006 - Premier Calendar (en) - Girvan Three Day : - Classement général - 2e étape - 3e étape du Ruban granitier breton - Lincoln Grand Prix - FBD Insurance Rás - Tour of Pendle - Tour de Tasmanie : - Classement général - 1re étape - 6eb étape du Tour de Southland - 2e de l'Otley Grand Prix - 2007 - 2e du Tour de White Rock - 2008 - 4e étape des Girvan Three Day | - 2009 - Champion de Grande-Bretagne sur route - 2010 - 2e étape de La Primavera at Lago Vista - Richmond Grand Prix - 6e étape du Tour du Japon - 2e de l'Otley Grand Prix - 3e de la Mi-août en Bretagne - 2011 - Tour d'Afrique du Sud : - Classement général - 1re étape - 5e étape du Tour de León - 2e du Grand Prix des Marbriers - 2012 - 3e du Lincoln Grand Prix - 2013 - Tour de New Braunfels - 2014 - Prologue du Mzansi Tour (contre-la-montre par équipes) - Beaumont Trophy - Sheffield Grand Prix - 2016 - 3e étape de la New Zealand Cycle Classic - 7e étape du Tour de Corée - 2017 - 1re étape du Ronde van Midden-Nederland (contre-la-montre par équipes) |

## Classements mondiaux
| Année            | 2006 | 2007  | 2008 | 2009 | 2010 | 2011 | 2012 | 2013 | 2014 | 2015 | 2016 |
| ---------------- | ---- | ----- | ---- | ---- | ---- | ---- | ---- | ---- | ---- | ---- | ---- |
| UCI Africa Tour  |      |       |      | 146e |      | 20e  |      | 188e | 173e |      |      |
| UCI America Tour |      |       | 387e |      |      |      |      | 246e |      |      |      |
| UCI Asia Tour    |      |       |      |      | 208e |      |      |      |      |      |      |
| UCI Europe Tour  | 253e | 1260e | 877e | 288e | 621e | 333e |      | 498e | 311e |      |      |
| UCI Oceania Tour |      | 41e   |      |      |      |      |      |      |      |      |      |